# 아티카 (영화)
《아티카》(영어: Against the Wall)는 미국에서 제작된 존 프랭컨하이머 감독의 1994년 액션 시대극 텔레비전 영화이다. 카일 매클라클런, 새뮤얼 L. 잭슨 등이 출연하였다.

## 출연진
- 카일 매클라클런
- 새뮤얼 L. 잭슨
- 클래런스 윌리엄스 3세
- 프레더릭 포러스트
- 해리 딘 스탠턴
- 필립 보스코
- 톰 바워
- 앤 헤이치
- 카먼 아젠지애노
- 피터 머닉
- 스티브 해리스
- 대니 트레이호

## 기타 제작진
- 배역: 메리 V. 벅, 수전 에덜먼
- 미술: 마이클 Z. 해넌
- 의상: 실비아 베이가배스케즈